# Gran Premio de los Países Bajos de Motociclismo de 1988
El Gran Premio de los Países Bajos de Motociclismo de 1988 fue la octava prueba de la temporada 1988 del Campeonato Mundial de Motociclismo. El Gran Premio se disputó el 25 de junio de 1988 en el Circuito de Assen.

## Resultados 500cc
En la categoría reina, se registra la primera victoria de la temporada del piloto australiano Wayne Gardner, vigente campeón mundial, que entró por delante por el líder provisional, el estadounidense Eddie Lawson y el francés Christian Sarron que salía desde la pole position.
| Pos.     | Piloto                | Equipo                                   | Moto      | Tiempo    | Pts. |
| -------- | --------------------- | ---------------------------------------- | --------- | --------- | ---- |
| 1        | Wayne Gardner         | Rothmans Honda Team                      | Honda     | 44:15.490 | 20   |
| 2        | Eddie Lawson          | Marlboro Yamaha Team Agostini            | Yamaha    | +11.310   | 17   |
| 3        | Christian Sarron      | Sonauto Gauloises Blondes Yamaha Mobil 1 | Yamaha    | +19.730   | 15   |
| 4        | Kevin Magee           | Team Lucky Strike Roberts                | Yamaha    | +24.240   | 13   |
| 5        | Niall Mackenzie       | Team HRC                                 | Honda     | +29.430   | 11   |
| 6        | Pierfrancesco Chili   | HB Honda Gallina Team                    | Honda     | +38.780   | 10   |
| 7        | Wayne Rainey          | Team Lucky Strike Roberts                | Yamaha    | +41.640   | 9    |
| 8        | Kevin Schwantz        | Suzuki Pepsi Cola                        | Suzuki    | +42.310   | 8    |
| 9        | Patrick Igoa          | Sonauto Gauloises Blondes Yamaha Mobil 1 | Yamaha    | +48.990   | 7    |
| 10       | Rob McElnea           | Suzuki Pepsi Cola                        | Suzuki    | +53.280   | 6    |
| 11       | Shunji Yatsushiro     | Rothmans Honda Team                      | Honda     | +1:22.750 | 5    |
| 12       | Didier de Radiguès    | Marlboro Yamaha Team Agostini            | Yamaha    | +1:41.260 | 4    |
| 13       | Ron Haslam            | Team ROC Elf Honda                       | Elf Honda | +1:53.410 | 3    |
| 14       | Marco Papa            | Team Greco                               | Honda     | +1 Vuelta | 2    |
| 15       | Marco Gentile         | Fior Marlboro                            | Fior      | +1 Vuelta | 1    |
| 16       | Fabio Biliotti        | Team Amoranto                            | Honda     | +1 Vuelta |      |
| 17       | Bruno Kneubühler      | Romer Racing Suisse                      | Honda     | +1 Vuelta |      |
| 18       | Daniel Amatriain      | Ducados Lotus Guarz                      | Honda     | +1 Vuelta |      |
| 19       | Michael Rudroff       |                                          | Honda     | +1 Vuelta |      |
| 20       | Eddie Laycock         | Millar Racing                            | Honda     | +1 Vuelta |      |
| 21       | Josef Doppler         | MRC Grieskirchen                         | Honda     | +1 Vuelta |      |
| 22       | Kees van der Endt     | Autobedrijf Koens                        | Honda     | +1 Vuelta |      |
| 23       | Silvio Habat          | Fego Racing Team                         | Honda     | +1 Vuelta |      |
| Ret      | Maarten Duyzers       | HDJ International                        | Honda     | Ret       |      |
| Ret      | Karl Truchsess        |                                          | Honda     | Ret       |      |
| Ret      | Manfred Fischer       | Team Hein Gericke                        | Honda     | Ret       |      |
| Ret      | Cees Doorakkers       | Grundig-Daf Racing Team                  | Honda     | Ret       |      |
| Ret      | Koos van Leyen        | Racepromotion Venhuizen                  | Suzuki    | Ret       |      |
| Ret      | Andreas Leuthe        |                                          | Suzuki    | Ret       |      |
| Ret      | Randy Mamola          | Cagiva Corse                             | Cagiva    | Ret       |      |
| Ret      | Petr Schleef          | Schuh Racing Team                        | Honda     | Ret       |      |
| Ret      | Nicholas Schmassman   | FMS                                      | Honda     | Ret       |      |
| Ret      | Alessandro Valesi     | Team Iberia                              | Honda     | Ret       |      |
| Ret      | Fabio Barchitta       | Racing Team Katayama                     | Honda     | Ret       |      |
| DNS      | Gustav Reiner         | Team Hein Gericke                        | Honda     | DNS       |      |
| DNS      | Steve Manley          | Gateford Motors                          | Suzuki    | DNS       |      |
| DNS      | Vittorio Scatola      | Team Iberia                              | Paton     | DNS       |      |
| DNQ      | Wolfgang von Muralt   |                                          | Suzuki    | DNQ       |      |
| DNQ      | Larry Moreno Vacondio |                                          | Suzuki    | DNQ       |      |
| DNQ      | Ari Ramo              |                                          | Honda     | DNQ       |      |
| DNQ      | Ian Pratt             |                                          | Suzuki    | DNQ       |      |
| DNQ      | Rob Punt              | Suzuki Pepsi Cola                        | Suzuki    | DNQ       |      |
| DNQ      | Johan ten Napel       |                                          | Suzuki    | DNQ       |      |
| DNQ      | Henk de Vries         |                                          | Honda     | DNQ       |      |
| DNQ      | Claus Wulff           |                                          | Honda     | DNQ       |      |
| DNQ      | Helmut Schutz         | Rallye Sport                             | Honda     | DNQ       |      |
| DNQ      | Massimo Broccoli      | Cagiva Corse                             | Cagiva    | DNQ       |      |
| Sources: |                       |                                          |           |           |      |

## Resultados 250cc
Por primera vez en esta categoría, el español Juan Garriga se aprovecha del accidente en la última vuelta de Dominique Sarron y Sito Pons que le dio la victoria en bandeja. Con esta victoria, el catalán de Yamaha se sitúa en la cabeza de la clasificación general.
| Pos. | Piloto                    | Moto                        | Tiempo   | Pts. |
| ---- | ------------------------- | --------------------------- | -------- | ---- |
| 1    | Juan Garriga              | Yamaha                      | 39.01.23 | 20   |
| 2    | Jacques Cornu             | Honda                       | 39.01.26 | 17   |
| 3    | Anton Mang                | Honda                       | 39.11.01 | 15   |
| 4    | Luca Cadalora             | Yamaha                      | 39.11.24 | 13   |
| 5    | Loris Reggiani            | Aprilia                     | 39.11.56 | 11   |
| 6    | Sito Pons                 | Honda                       | 39.12.26 | 10   |
| 7    | Reinhold Roth             | Honda                       | 39.19.84 | 9    |
| 8    | Bruno Casanova            | Aprilia                     | 39.38.22 | 8    |
| 9    | Martin Wimmer             | Yamaha                      | 39.40.79 | 7    |
| 10   | Manfred Herweh            | Yamaha                      | 39.42.21 | 6    |
| 11   | Jean-Philippe Ruggia      | Yamaha                      | 39.42.60 | 5    |
| 12   | Carlos Cardús             | Honda                       | 39.42.87 | 4    |
| 13   | Ivan Palazzese            | Yamaha                      | 39.43.24 | 3    |
| 14   | Donnie McLeod             | EMC                         | 39.50.78 | 2    |
| 15   | Wilco Zeelenberg          | Yamaha                      | 40.04.19 | 1    |
| 16   | Jean-Michel Mattioli      | Yamaha                      | 1 Vuelta |      |
| 17   | Andreas Preining          | Aprilia                     | 1 Vuelta |      |
| 18   | Urs Lüzi                  | Honda                       | 1 Vuelta |      |
| 19   | Jean-François Baldé       | Rotax                       | 1 Vuelta |      |
| 20   | Helmut Bradl              | Honda                       | 1 Vuelta |      |
| 21   | Javier Cardelús           | Aprilia                     | 1 Vuelta |      |
| 22   | Jochen Schmid             | Honda                       | 1 Vuelta |      |
| 23   | August Auinger            | Aprilia                     | 1 Vuelta |      |
| 24   | Jean-Francois Foray       | Yamaha                      | 1 Vuelta |      |
| 25   | Patrick van den Goorbergh | Honda                       | 1 Vuelta |      |
| 26   | Garry Cowan               | Yamaha                      | 1 Vuelta |      |
| Ret  | Dominique Sarron          | Honda                       | Ret      |      |
| Ret  | Carlos Lavado             | Yamaha                      | Ret      |      |
| Ret  | Masahiro Shimizu          | Honda                       | Ret      |      |
| Ret  | Harald Eckl               | Aprilia                     | Ret      |      |
| Ret  | Maurizio Vitali           | Rotax                       | Ret      |      |
| Ret  | Engelbert Neumair         | Aprilia                     | Ret      |      |
| Ret  | Fausto Ricci              | Honda                       | Ret      |      |
| Ret  | Hans Becker               | Yamaha                      | Ret      |      |
| Ret  | Christian Boudinot        | Fior                        | Ret      |      |
| Ret  | Stefano Caracchi          | Honda                       | Ret      |      |
| DNS  | John Kocinski             | Roberts-Lucky Strike-Yamaha | DNS      |      |
| DNS  | Jim Filice                | HRC-Honda                   | DNS      |      |
| DNQ  | Alberto Puig              | HRC                         | DNQ      |      |
| DNQ  | Paolo Casoli              | Pileri-AGV-Garelli          | DNQ      |      |
| DNQ  | Kevin Mitchell            | Yamaha                      | DNQ      |      |
| DNQ  | René Delaby               | Assmex                      | DNQ      |      |
| DNQ  | Hans Lindner              | Honda                       | DNQ      |      |
| DNQ  | Iván Troisi               | Yamaha                      | DNQ      |      |
| DNQ  | Henry Boerman             | Yamaha                      | DNQ      |      |
| DNQ  | Bernard Haenggeli         | Honda                       | DNQ      |      |
| DNQ  | Gerard van der Wal        | Honda                       | DNQ      |      |
| DNQ  | André Stansnidjer         | Honda                       | DNQ      |      |
| DNQ  | Stefan Slootjes           | Honda                       | DNQ      |      |
| DNQ  | Martin Renfrey            | Honda                       | DNQ      |      |
| DNQ  | Hermann Holder            | Senfert                     | DNQ      |      |

## Resultados 125cc
Cuarta victoria en cinco Grandes Premios del español Jorge Martínez Aspar, que se distancia al frente de la clasificación general. El podio lo completaron en el italiano Ezio Gianola y el neerlandés Hans Spaan.
| Pos. | Piloto               | Moto         | Tiempo   | Pts. |
| ---- | -------------------- | ------------ | -------- | ---- |
| 1    | Jorge Martínez Aspar | Derbi        | 39.42.15 | 20   |
| 2    | Ezio Gianola         | Honda        | 39.45.75 | 17   |
| 3    | Hans Spaan           | Honda        | 39.49.71 | 15   |
| 4    | Domenico Brigaglia   | Rotax        | 40.00.41 | 13   |
| 5    | Gerhard Waibel       | Honda        | 40.01.57 | 11   |
| 6    | Stefan Prein         | Honda        | 40.16.37 | 10   |
| 7    | Hubert Abold         | Honda        | 40.24.81 | 9    |
| 8    | Corrado Catalano     | Aprilia      | 40.29.49 | 8    |
| 9    | Pier Paolo Bianchi   | Cagiva       | 40.29.81 | 7    |
| 10   | Adi Stadler          | Honda        | 40.31.06 | 6    |
| 11   | Heinz Lüthi          | Honda        | 40.31.31 | 5    |
| 12   | Jussi Hautaniemi     | Honda        | 40.35.37 | 4    |
| 13   | Thierry Feuz         | Rotax        | 40.23.27 | 3    |
| 14   | Robin Milton         | Honda        | 40.51.01 | 2    |
| 15   | Mandy Fischer        | Rotax        | 40.52.12 | 1    |
| 16   | Luis Miguel Reyes    | Garelli      | 1 Vuelta |      |
| 17   | Johnny Wickström     | Honda        | 1 Vuelta |      |
| 18   | Krysztof Galatowicz  | Honda        | 1 Vuelta |      |
| 19   | Juan Ramon Bolart    | JJ Cobas     | 1 Vuelta |      |
| 20   | Allan Scott          | Honda        | 1 Vuelta |      |
| 21   | Norbert Peschke      | Rotax        | 1 Vuelta |      |
| 22   | Jörg Seel            | Seel         | 1 Vuelta |      |
| 23   | Jos van Dongen       | Honda        | 1 Vuelta |      |
| 24   | Flemming Kistrup     | Honda        | 1 Vuelta |      |
| 25   | Hisashi Unemoto      | Honda        | 1 Vuelta |      |
| Ret  | Manuel Hernández     | Honda        | Ret      |      |
| Ret  | Stefan Dörflinger    | Honda        | Ret      |      |
| Ret  | Fausto Gresini       | Garelli      | Ret      |      |
| Ret  | Julián Miralles      | Honda        | Ret      |      |
| Ret  | Gastone Grassetti    | Honda        | Ret      |      |
| Ret  | Alfred Waibel        | Waibel       | Ret      |      |
| Ret  | Ian McConnachie      | Cagiva       | Ret      |      |
| Ret  | Koji Takada          | Honda        | Ret      |      |
| Ret  | Mike Leitner         | LCR          | Ret      |      |
| Ret  | Esa Kytölä           | Honda        | Ret      |      |
| Ret  | Robin Appleyard      | Honda        | Ret      |      |
| DNQ  | Taru Rinne           | Honda        | DNQ      |      |
| DNQ  | Jean-Claude Selini   | Honda        | DNQ      |      |
| DNQ  | Andres Brasini       | MBA          | DNQ      |      |
| DNQ  | Antoon Gervers       | Roemar       | DNQ      |      |
| DNQ  | Christian Le Badezet | Honda        | DNQ      |      |
| DNQ  | Anton Straver        | Honda        | DNQ      |      |
| DNQ  | Serge Julin          | Rotax        | DNQ      |      |
| DNQ  | Andrés Sánchez Marín | ADM          | DNQ      |      |
| DNQ  | Bert Smit            | BZ-Minarelli | DNQ      |      |
| DNQ  | Jan Eggens           | Ega-HH       | DNQ      |      |
| DNQ  | Bady Hassaine        | Honda        | DNQ      |      |
| DNQ  | Håkan Olsson         | ESW          | DNQ      |      |
| DNQ  | Janez Pintar         | Honda        | DNQ      |      |

## Resultados 80cc
El español Jorge Martínez Aspar, consigue su doblete al conseguir la victoria en 125 y también en 80cc. El alemán Peter Öttl y el neerlandés Bert Smit completaron el podio.
| Pos. | Piloto               | Moto       | Tiempo   | Pts. |
| ---- | -------------------- | ---------- | -------- | ---- |
| 1    | Jorge Martínez Aspar | Derbi      | 31.22.38 | 20   |
| 2    | Peter Öttl           | Krauser    | 31.30.77 | 17   |
| 3    | Bert Smit            | Minarelli  | 31.52.43 | 15   |
| 4    | Jos van Dongen       | Casal      | 31.58.44 | 13   |
| 5    | Herri Torrontegui    | Autisa     | 32.02.72 | 11   |
| 6    | Jörg Seel            | Seel       | 32.03.00 | 10   |
| 7    | Adrie Nijenhuis      | Casal      | 32.04.07 | 9    |
| 8    | Bogdan Nikolov       | Krauser    | 32.11.90 | 8    |
| 9    | Juhász Károly        | Krauser    | 32.21.63 | 7    |
| 10   | Giuseppe Ascareggi   | BBFT       | 32.26.07 | 6    |
| 11   | Günter Schirnhofer   | Krauser    | 32.27.34 | 5    |
| 12   | Reiner Koster        | Casal      | 32.33.49 | 4    |
| 13   | Hans Koopman         | Ziegler    | 32.37.33 | 3    |
| 14   | Gabriele Gnani       | Gnani      | 32.40.70 | 2    |
| 15   | René Dünki           | Krauser    | 32.40.82 | 1    |
| 16   | Javier Arumi         | Krauser    | 1 Vuelta |      |
| 17   | Josef Lutzenberger   | Eberhardt  | 1 Vuelta |      |
| 18   | Jose Saez            | Autisa     | 1 Vuelta |      |
| 19   | Serge Julin          | Casal      | 1 Vuelta |      |
| 20   | Stefan Brägger       | Casal      | 1 Vuelta |      |
| 21   | Thomas Engl          | GPE        | 1 Vuelta |      |
| 22   | Roberto Sassone      | BBFT       | 1 Vuelta |      |
| 23   | Lionel Robert        | SPR        | 1 Vuelta |      |
| 24   | Peter Tibori         | Casal      | 1 Vuelta |      |
| 25   | Alojz Pavlič         | Seel       | 1 Vuelta |      |
| 26   | Jacques Bernard      | Fantic     | 1 Vuelta |      |
| Ret  | Stefan Dörflinger    | Krauser    | Ret      |      |
| Ret  | Àlex Crivillé        | Derbi      | Ret      |      |
| Ret  | Matthias Ehinger     | Krauser    | Ret      |      |
| Ret  | János Szabó          | Krauser    | Ret      |      |
| Ret  | Kees Besseling       | CJB        | Ret      |      |
| Ret  | Heinz Paschen        | Kiefer     | Ret      |      |
| Ret  | Janez Pintar         | Eberhardt  | Ret      |      |
| Ret  | Rainer Kunz          | Ziegler    | Ret      |      |
| Ret  | Paul Bordes          | RB         | Ret      |      |
| Ret  | Hagen Klein          | Honda      | Ret      |      |
| DNS  | Ralf Waldmann        | Seel       | DNS      |      |
| DNS  | Ian McConnachie      | Derbi      | DNS      |      |
| DNS  | Hubert Abold         | Krauser    | DNS      |      |
| DNQ  | Manuel Herreros      | Derbi      | DNQ      |      |
| DNQ  | Paolo Priori         | Krauser    | DNQ      |      |
| DNQ  | Otto Machinek        | Eigenbau   | DNQ      |      |
| DNQ  | Juan Esteve          | Autisa     | DNQ      |      |
| DNQ  | Stuart Edwards       | Casal      | DNQ      |      |
| DNQ  | Chris Baert          | Casal      | DNQ      |      |
| DNQ  | Juan Mariano Torres  | JJ Cobas   | DNQ      |      |
| DNQ  | Alan Patterson       | Huvo       | DNQ      |      |
| DNQ  | Bernd Völkel         | Löffler-EB | DNQ      |      |
| DNQ  | Dennis Batchelor     | Krauser    | DNQ      |      |